# Volvo Ocean Race

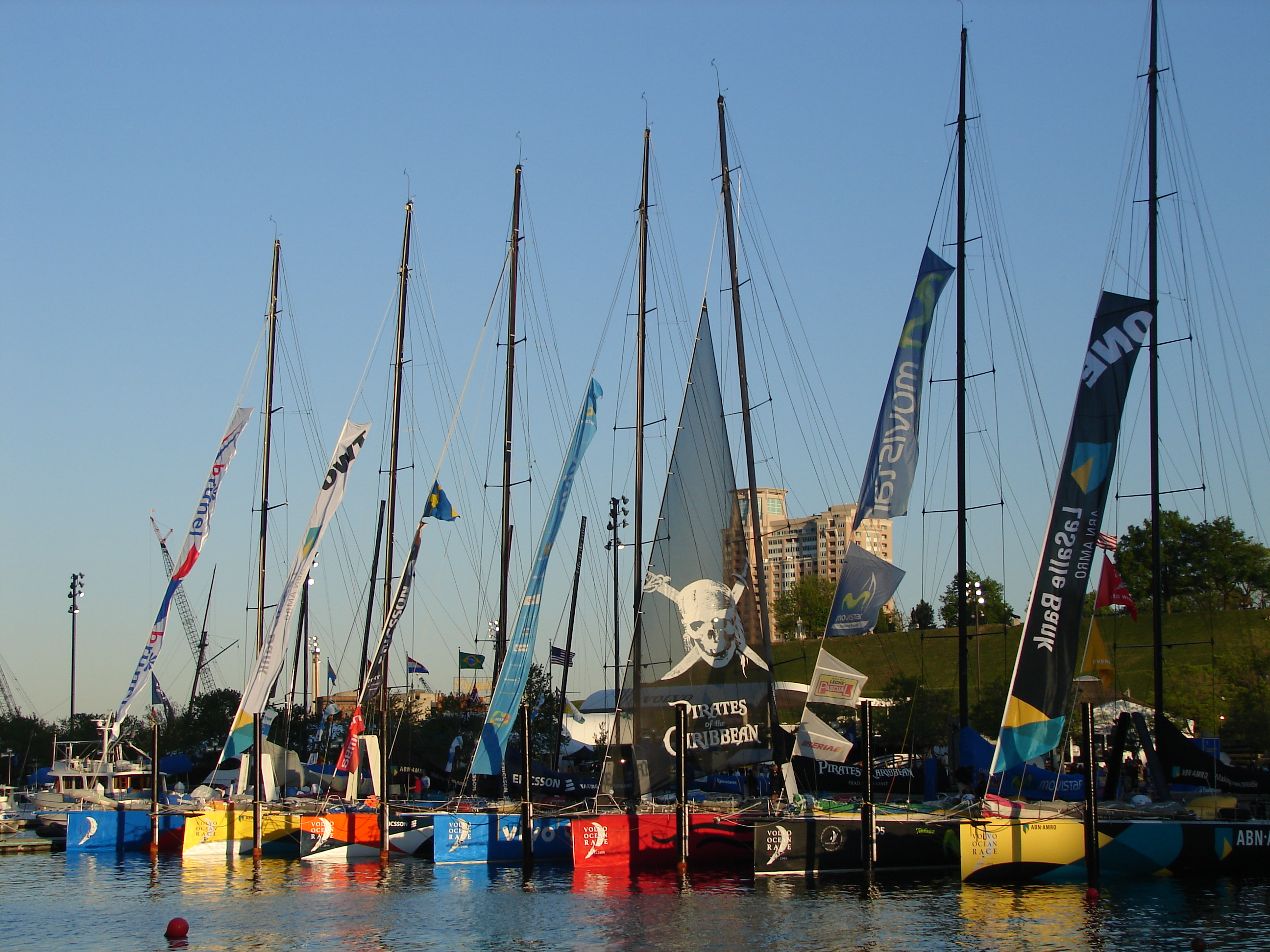
Яхти в порту, 2006 рік

Volvo Ocean Race (раніше: перегони Whitbread) — навколосвітні перегони яхт[яких?]. Проводяться кожні три роки.
Перші перегони відбулись в 1973 році і називались «Whitbread» на честь головного спонсора. З 2001 року перегони Volvo Ocean Race названі на честь нинішнього власника, компанії Volvo.

## Правила
Правила, вимоги до яхт, кількість етапів та маршрут перегонів постійно змінювалися. Перегони зазвичай починаються в Європі в жовтні. На поточний момент у перегонах беруть участь спеціально спроектовані для цих перегонів яхти класу Volvo One-Design (Volvo Open 65) довжиною 65 футів. Жодного фінансового заохочення за перемогу не виплачується.
Екіпажі складаються з 10 чоловік (в тому числі: 2 — з медичною освітою, 1 — майстер з ремонту вітрил) та 1 оператора, що виконує фільмування та забезпечує зв'язки зі ЗМІ.
Рекорд з трьох перемог належить Нідерландам, а голландський шкіпер Корнеліус ван Рітсхотен є єдиним капітаном, що виграв перегони двічі.
Перегони є важким випробуванням для людей: коливання температури від −5°C до +40°C при високій вологості, харчування сублімованими продуктами з опрісненою водою для пиття тощо.

### Історія
| Сезон   | Клас                      | Етапів | В порту | Яхт | Старт       | Фініш           | Яхта-переможець    | Шкіпер                |
| ------- | ------------------------- | ------ | ------- | --- | ----------- | --------------- | ------------------ | --------------------- |
| 1973-74 | 32-80 ft                  | 4      | 0       | 17  | Портсмут    | Портсмут        | Sayula II          | Ramón Carlin          |
| 1977-78 | 51-77 ft                  | 4      | 0       | 15  | Портсмут    | Портсмут        | Flyer              | Conny van Rietschoten |
| 1981-82 | 43-80 ft                  | 4      | 0       | 29  | Портсмут    | Портсмут        | Flyer II           | Conny van Rietschoten |
| 1985-86 | 49-83 ft                  | 4      | 0       | 15  | Портсмут    | Портсмут        | L'Esprit d'Equipe  | Lionel Péan           |
| 1989-90 | 51-84 ft                  | 6      | 0       | 23  | Саутгемптон | Саутгемптон     | Steinlager 2       | Peter Blake           |
| 1993-94 | 85 ft ketchs Whitbread 60 | 6      | 0       | 14  | Саутгемптон | Саутгемптон     | NZ Endeavour       | Grant Dalton          |
| 1997-98 | Whitbread 60              | 9      | 0       | 10  | Саутгемптон | Саутгемптон     | EF Language        | Paul Cayard           |
| 2001-02 | Whitbread 60              | 10     | 0       | 8   | Саутгемптон | Кіль            | Illbruck Challenge | John Kostecki         |
| 2005-06 | Volvo Open 70             | 9      | 7       | 7   | Віґо        | Ґетеборг        | ABN Amro I         | Mike Sanderson        |
| 2008-09 | Volvo Open 70             | 10     | 7       | 8   | Аліканте    | Санкт Петербург | Ericsson 4         | Torben Grael          |
| 2011-12 | Volvo Open 70             | 9      | 10      | 6   | Аліканте    | Ґолвей          | Groupama 4         | Franck Cammas         |
| 2014-15 | Volvo One-Design          | 9      | 10      | 7   | Аліканте    | Гетеборг        |                    |                       |
| 2017-18 | Volvo One-Design          |        |         |     |             |                 |                    |                       |